# Станкович, Йован
Йо́ван Ста́нкович (серб. Јован Станковић / Jovan Stanković; 4 марта 1971, Пирот, СФРЮ) — югославский футболист, играл на позиции полузащитника, тренер.

## Карьера
Воспитанник клуба «Раднички» из своего родного города Пирот. В 1990 году он перешёл в клуб «Раднички» из Ниша, откуда уже перебрался в «Црвену Звезду», однако сыграв за клуб лишь половину сезона, Станкович был отдан в аренду в свою бывшую команду «Раднички» из Ниша. По возвращении в «Звезду», Станкович уже стал игроком основы клуба, выигравшего серебряные медали чемпионата страны, а через год выиграл чемпионат и кубок Югославии. 1995 год Станкович провёл в аренде, в белградском клубе «Раднички».
В начале 1996 года Станкович уехал в Испанию, став игроком клуба «Мальорка». Станкович быстро стал игроком основы «Мальорки», расположившись на левом краю полузащиты клуба, помогая команде выйти в Примеру чемпионата Испании. Станкович стал одним из лидеров «Мальорки» Эктора Купера, вначале выделяясь лишь в атаке, фактически выступая на позиции вингера, а затем приобретя навыки игры в обороне. 31 августа 1997 года Станкович дебютировал в испанской примере, а клуб в первый же сезон достиг 5-го места в первенстве и финала кубка Испании, в котором проиграл по пенальти «Барселоне», один из пенальти незабил и Станкович, любопытно, что все пенальти, пробитые им в составе «Мальорки» были точны, исключая этот. В 1999 году «Мальорка» выиграла Суперкубок Испании и дошла до финала Кубка кубков, где проиграла «Лацио» 1:2. В следующем сезоне Станкович получил тяжёлую травму от Франка де Бура, которая надолго вывела его из футбола, а после восстановления Станкович не смог вернуться на прежний уровень игры.
В середине сезона 2000/01 Станкович перешёл в марсельский «Олимпик», дебютировав в команде 3 февраля 2001 года, но там играл чрезвычайно нерегулярно и вернулся в Испанию, перейдя в «Атлетико Мадрид», впервые за долгие годы вылетевший из высшего испанского дивизиона. Станкович провёл два сезона за «Атлетико», в первом из которых помог клубу вернуться в Примеру. В 2003 году Станкович вернулся в «Мальорку», но места в основном составе, занятое нигерийцем Финиди Джорджем, Станкович «отвоевать» не смог. Завершил карьеру Станкович в клубе второго испанского дивизиона «Лерида».
Завершив карьеру футболиста, Станкович не ушёл из футбола, став ассистентом главного тренера португальского клуба «Бейра-Мар», а затем «Атлетико Балеарес». Сейчас Станкович работает в испанском клубе "Депортиво Сан-Фернандо". 

## Достижения
- Чемпион Югославии: 1995
- Обладатель Кубка Югославии: 1995
- Обладатель Суперкубка Испании: 2000